# Tirannen
Tirannen (Tyrannidae) zijn een familie van vogels uit de orde van de zangvogels (Passeriformes) en de onderorde schreeuwvogels. De vogels uit deze familie worden ook wel de vliegenvangers van de Nieuwe Wereld genoemd omdat ze uiterlijk en qua gedrag lijken op de vliegenvangers van de Oude Wereld.

## Leefwijze
Ze danken hun naam aan het feit dat ze nogal agressief en luidruchtig zijn. De meeste tirannensoorten voeden zich met insecten, die ze tijdens het vliegen kunnen vangen, maar sommige vangen kikkers en hagedissen en weer andere soorten eten vruchten.

## Verspreiding en leefgebied
Onder de  vogels die in het wild enkel in Amerika voorkomen zijn tirannen de grootste familie. De meeste soorten leven in de tropen, maar tirannen komen ook voor in de koude noordelijke streken van Alaska. Sommige soorten zijn trekvogels en broeden in de gematigde steken van Noord-Amerika, maar trekken tijdens de winter naar tropisch Midden-Amerika. 

## Voortplanting
Vrouwtjes van tropische tirannen leggen twee tot drie eieren. In Noord-Amerika zijn de legsels groter. De eieren worden 14 tot 20 dagen bebroed. Na 14 tot 23 dagen verlaten de jongen het nest. De ouders bouwen samen het nest en voeren ook samen de jongen.

## Taxonomie
Tirannen vormen een clade binnen de suboscines. De familie telt circa 100 geslachten en meer dan 400 soorten.

### Lijst met geslachten
De volgende geslachten zijn bij de familie ingedeeld:
- Acrochordopus
- Agriornis
- Alectrurus
- Anairetes
- Aphanotriccus
- Arundinicola
- Atalotriccus
- Attila
- Calyptura
- Camptostoma
- Capsiempis
- Casiornis
- Cnemarchus
- Cnemotriccus
- Cnipodectes
- Colonia
- Colorhamphus
- Conopias
- Contopus
- Corythopis
- Culicivora
- Elaenia
- Empidonax
- Empidonomus
- Euscarthmus
- Fluvicola
- Griseotyrannus
- Gubernetes
- Guyramemua
- Hemitriccus
- Heteroxolmis
- Hirundinea
- Hymenops
- Inezia
- Knipolegus
- Lathrotriccus
- Legatus
- Leptopogon
- Lessonia
- Lophotriccus
- Machetornis
- Mecocerculus
- Megarynchus
- Mionectes
- Mitrephanes
- Muscigralla
- Muscipipra
- Muscisaxicola
- Myiarchus
- Myiodynastes
- Myiopagis
- Myiophobus
- Myiornis
- Myiotheretes
- Myiotriccus
- Myiozetetes
- Nengetus
- Neopipo
- Neoxolmis
- Nephelomyias
- Nesotriccus
- Ochthoeca
- Ochthornis
- Oncostoma
- Ornithion
- Phelpsia
- Philohydor
- Phyllomyias
- Phylloscartes
- Piprites
- Pitangus
- Platyrinchus
- Poecilotriccus
- Pogonotriccus
- Polystictus
- Pseudelaenia
- Pseudocolopteryx
- Pseudotriccus
- Pyrocephalus
- Pyrope
- Pyrrhomyias
- Ramphotrigon
- Rhynchocyclus
- Rhytipterna
- Satrapa
- Sayornis
- Serpophaga
- Silvicultrix
- Sirystes
- Stigmatura
- Sublegatus
- Suiriri
- Syrtidicola
- Tachuris
- Taeniotriccus
- Todirostrum
- Tolmomyias
- Tumbezia
- Tyranniscus
- Tyrannopsis
- Tyrannulus
- Tyrannus
- Uromyias
- Xenotriccus
- Xolmis
- Zimmerius

Acanthisittidae (Rotswinterkoningen) · Acanthizidae (Australische zangers) · Acrocephalidae (Rietzangers) · Aegithalidae (Staartmezen) · Aegithinidae (Iora's) · Alaudidae (Leeuweriken) · Alcippeidae (Alcippes) · Artamidae (Spitsvogels) ·  Atrichornithidae (Doornkruipers) · Bernieridae (Madagaskarzangers) · Bombycillidae (Pestvogels) · Buphagidae (Ossenpikkers) · Calcariidae (IJsgorzen) · Callaeidae (Nieuw-Zeelandse lelvogels) · Calyptomenidae (Afrikaanse breedbekken) · Calyptophilidae (Tapuittangaren) · Campephagidae (Rupsvogels) · Cardinalidae (Kardinaalachtigen) · Certhiidae (Echte boomkruipers) · Cettiidae (Struikzangers) · Chaetopidae (Rotsspringers) · Chloropseidae (Bladvogels) · Cinclidae (Waterspreeuwen) · Cinclosomatidae (Kwartellijsters) · Cisticolidae (Graszangers) · Climacteridae (Australische kruipers) · Cnemophilidae (Satijnvogels) · Conopophagidae (Muggeneters) · Corcoracidae (Slijknestkraaien) · Corvidae (Kraaien) · Cotingidae (Cotinga's) · Dasyornithidae (Borstelvogels) · Dicaeidae (Bastaardhoningvogels) · Dicruridae (Drongo's) · Donacobiidae (Zwartkopdonacobius) · Dulidae (Palmtapuiten) · Elachuridae (Elachura) · Emberizidae (Gorzen) · Erythrocercidae (Elfmonarchen) · Estrildidae (Prachtvinken) · Eulacestomatidae (Leldikkop) · Eupetidae (Ralbabbelaars) · Eurylaimidae (Breedbekken en hapvogels) · Falcunculidae (Harlekijndikkoppen) · Formicariidae (Mierlijsters) · Fringillidae (Vinkachtigen) · Furnariidae (Ovenvogels) · Grallariidae (Mierpitta's) · Hirundinidae (Zwaluwen) · Hyliidae (Hylia's) · Hyliotidae (Hyliota's) · Hylocitreidae (Bessendikkop) · Hypocoliidae (Zijdestaarten) · Icteridae (Troepialen) · Icteriidae (Geelborstzanger) · Ifritidae (Ifrita) · Irenidae (Irena's) · Laniidae (Klauwieren) · Leiothrichidae (Babbelaars) · Locustellidae (Sprinkhaanzangers) · Machaerirhynchidae (Bootsnavels) · Macrosphenidae (Afrikaanse zangers) · Malaconotidae (Bosklauwieren) · Maluridae (Elfjes)    · Melampittidae (Paradijspitta's) · Melanocharitidae (Bessenpikkers) · Melanopareiidae (Maansluipers) · Meliphagidae (Honingeters) · Menuridae (Liervogels) · Mimidae (Spotlijsters) · Mitrospingidae (Mitrospingustangaren) · Modulatricidae (Vlekkeellijsters) · Mohoidae (O'o's) · Mohouidae (Mohoua's) · Monarchidae (Monarchen) · Motacillidae (Kwikstaarten en piepers) · Muscicapidae (Vliegenvangers) · Nectariniidae (Honingzuigers) · Neosittidae (Boomlopers) · Nesospingidae (Puertoricaanse tangare) ·  Nicatoridae (Nicators) · Notiomystidae (Hihi) · Onychorhynchidae (Kroontirannen) ·  Oreoicidae (Oreoica's) · Oriolidae (Wielewalen en vijgvogels) · Orthonychidae (Stronklopers) · Oxyruncidae (Scherpsnavel) ·  Pachycephalidae (Dikkoppen en fluiters) · Panuridae (Baardmannetje) · Paradisaeidae (Paradijsvogels) · Paradoxornithidae (Diksnavelmezen) · Paramythiidae (Prachtbessenpikkers) · Pardalotidae (Diamantvogels) · Paridae (Mezen) · Parulidae (Amerikaanse zangers) · Passerellidae (Amerikaanse gorzen) · Passeridae (Mussen) · Pellorneidae (Grondtimalia's) · Petroicidae (Australische vliegenvangers) · Peucedramidae (Oranjekopzanger) · Phaenicophilidae (Hispaniolatangaren) · Philepittidae (Asities) · Phylloscopidae (Boszangers) · Picathartidae (Kaalkopkraaien) · Pipridae (Manakins) · Pittidae (Pitta's) · Pityriasidae (Borstelkop) · Platylophidae (Maleise kuifgaai) · Platysteiridae (Lelvliegenvangers) · Ploceidae (Wevers en verwanten) · Pnoepygidae (Pnoepyga's) · Polioptilidae (Muggenvangers) · Pomatostomidae (Australaziatische babbelaars) · Promeropidae (Afrikaanse suikervogels) · Prunellidae (Heggenmussen) · Psophodidae (Zwiepfluiters) · Ptiliogonatidae (Zijdevliegenvangers) · Ptilonorhynchidae (Prieelvogels) · Pycnonotidae (Buulbuuls) · Regulidae (Goudhaantjes) · Remizidae (Buidelmezen) · Rhagologidae (Geschubde dikkop) · Rhinocryptidae (Tapaculo's) · Rhipiduridae (Waaierstaarten) · Rhodinocichlidae (Troepiaaltangare) · Salpornithidae (Gevlekte boomkruipers) · Sapayoidae (Breedbekmanakin) · Scotocercidae (Maquiszanger) · Sittidae (Boomklevers) · Spindalidae (Spindalissen) · Stenostiridae (Elfvliegenvangers) · Sturnidae (Spreeuwen) · Sylviidae (Grasmussen) · Teretistridae (Cubaanse zangers) · Thamnophilidae (Miervogels) · Thraupidae (Tangaren) · Tichodromidae (Rotskruiper) · Timaliidae (Timalia's) · Tityridae (Tityra's) · Troglodytidae (Winterkoningen) · Turdidae (Lijsters) · Tyrannidae (Tirannen) · Urocynchramidae (Przewalski's roodmus) · Vangidae (Vanga's) · Viduidae (Wida's) · Vireonidae (Vireo's) · Zeledoniidae (Zeledonia) · Zosteropidae (Brilvogels)